# روبر دو فلر
روبر دو فلر (به فرانسوی: Robert de Flers) نمایش‌نامه نویس قرن نوزدهم میلادی اهل فرانسه است.